# Content Scramble System
O Content Scrambling System (ou CSS) é uma das várias tentativas da indústria de DVDs de vídeo para "proteger" o conteúdo que está no disco de usos "não autorizados" pela indústria cinematográfica (outra é a separação arbitrária do mundo em regiões/zonas).
Mais estritamente falando, o CSS é uma forma de "embaralhar" o conteúdo de um DVD de vídeo para evitar, por exemplo, cópias de DVDs. Entretanto, para reproduzir um DVD (inclusive de formas legais) é necessário que seu conteúdo seja "desembaralhado" (no jargão da informática, diz-se que o conteúdo é decriptografado).
Um dos "usos não autorizados" pela indústria cinematográfica é a reprodução por dispositivos (sejam eles aparelhos tocadores de DVDs ou programas de computador) que não sejam explicitamente permitidos. Isso levantou questões sobre o fato de que reproduzir um DVD comprado legalmente, com todos os impostos pagos a todas as camadas de produção e comércio não pode ser reproduzido por um computador que rode Software Livre, o que é uma restrição artificial dos direitos do usuário em um uso perfeitamente legal.
O sistema de embaralhamento (criptografia) do conteúdo de um DVD é bastante fraco (tecnicamente falando) e a decriptografia (desembaralhamento) foi descoberta por três pessoas: duas que permanecem anônimas e um jovem norueguês chamado Jon Lech Johansen (apelidado por alguns e por este motivo de DVD Jon).
Somente partes de um DVD são criptografados.[carece de fontes?] (por exemplo todos os arquivos IFO e BUP não são criptografados, e VIDEO_TS.VOB freqüentemente não são criptografados).
Se você quer saber o que o CSS faz, insira um DVD no seu PC, comece a reproduzi-lo usando um software reprodutor de DVD, e então feche o reprodutor. Em seguida copie um arquivo VOB do disco para seu HD e tente assistir esse arquivo com o seu software reprodutor. Você verá um monte de blocos coloridos em volta da imagem, tornando-o impossível de se assistir. Mas você também verá partes do filme (as partes que não são criptografadas).